# Martin Pugh
Martin D. Pugh, FRHistS, (1947), è uno storico britannico, specializzato nella storia politica e sociale delle donne della Gran Bretagna del XIX e XX secolo.

## Biografia
Pugh ha tenuto cattedre alla Università di Newcastle e alla Università John Moores di Liverpool, ed è membro della Royal Historical Society. Ha scritto 19 articoli per l'Oxford Dictionary of National Biography. Pugh siede anche nel consiglio della rivista BBC History.

## Scritti
- Lloyd George (Profiles in Power) (1988)
- The March of the Women: A revisionist analysis of the campaign for women's suffrage, 1866-1914 (2000)
- Women and the Women's Movement in Britain, 1914-1999 (2000)
- The Making of Modern British Politics: 1867–1945, 3rd edition (2002)
- We Danced All Night: A Social History of Britain Between the Wars (2008)
- The Pankhursts: The History of One Radical Family (2009)
- Speak for Britain! A New History of the Labour Party (2010)
- Britain: Unification and Disintegration (2012)
- State and Society: A Social and Political History of Britain since 1870 (2012)
- 'Hurrah for the Blackshirts!': Fascists and Fascism in Britain Between the Wars (2013)
- State and Society: A Social and Political History of Britain Since 1870, 5th edition (2017)
- Britain and Islam: A History from 622 to the Present Day (2019)